# Distrikt Chapimarca
Der Distrikt Chapimarca liegt in der Provinz Aymaraes der Region Apurímac in Südzentral-Peru. Der am 2. Januar 1857 gegründete Distrikt hat eine Fläche von 204 km². Beim Zensus 2017 wurden 1972 Einwohner gezählt. Im Jahr 1993 lag die Einwohnerzahl bei 2720, im Jahr 2007 bei 2221. Die Distriktverwaltung befindet sich in der 3414 m hoch gelegenen Ortschaft Chapimarca mit 416 Einwohnern (Stand 2017). Chapimarca liegt 40 km nordöstlich der Provinzhauptstadt Chalhuanca.

## Geographische Lage
Der Distrikt Chapimarca liegt im Andenhochland im Nordosten der Provinz Aymaraes. Der Río Pachachaca fließt entlang der nördlichen Grenze des Distrikts in nordöstlicher Richtung. Dessen rechter Nebenfluss Río Supalla durchquert den zentralen Teil des Distrikts in nordwestlicher Richtung.
Der Distrikt Chapimarca grenzt im Süden und im Südwesten an den Distrikt Tapairihua, im Westen an den Distrikt Colcabamba, im Norden an den Distrikt Tintay sowie im Osten an den Distrikt Chacoche (Provinz Abancay).

## Ortschaften
Im Distrikt gibt es neben dem Hauptort folgende weitere größere Ortschaften:
- Ancobamba (447 Einwohner)
- Pampallacta
- Santa Rosa